# Energia elettrica
L'energia elettrica è, nell'accezione più comune del termine, l'energia di una corrente elettrica. Più in generale nell'ambito della fisica l'energia elettrica è l'energia associata all'elettricità, in particolare si parla di energia potenziale elettrica quando ci si riferisce a quella posseduta da una distribuzione fissa di cariche.
L'energia elettrica è una fonte di energia secondaria ed è ricavata dai generatori elettrici attraverso la trasformazione delle fonti energetiche primarie. Le fonti maggiormente impiegate per la produzione di energia elettrica sono l'energia chimica contenuta nei combustibili fossili e nelle biomasse, l'energia nucleare, l'energia idraulica, l'energia eolica, l'energia solare e l'energia geotermica. Dopo essere stata prodotta l'energia elettrica può essere immessa nella rete elettrica dove viene trasmessa e distribuita attraverso le linee elettriche agli utilizzatori finali.
L'energia elettrica è ampiamente utilizzata in quanto può essere facilmente convertita con un alto rendimento in energia meccanica, luminosa, termica e di altro tipo, oltre ad essere indispensabile per tutte le applicazioni nel campo dell'informatica e delle telecomunicazioni. Il principale inconveniente di questa fonte energetica è la difficoltà nello stoccaggio, pertanto deve essere prodotta nello stesso momento in cui è richiesta. I principali accumulatori impiegati sono le batterie, per piccole quantità, e le centrali idroelettriche di pompaggio per quantità maggiori.
L'energia elettrica è solitamente misurata in chilowattora (simbolo kWh), unità che indica l'energia complessivamente fornita da una potenza elettrica di un chilowatt in un'ora ed è quindi equivalente a 3,6 MJ.

## Produzione

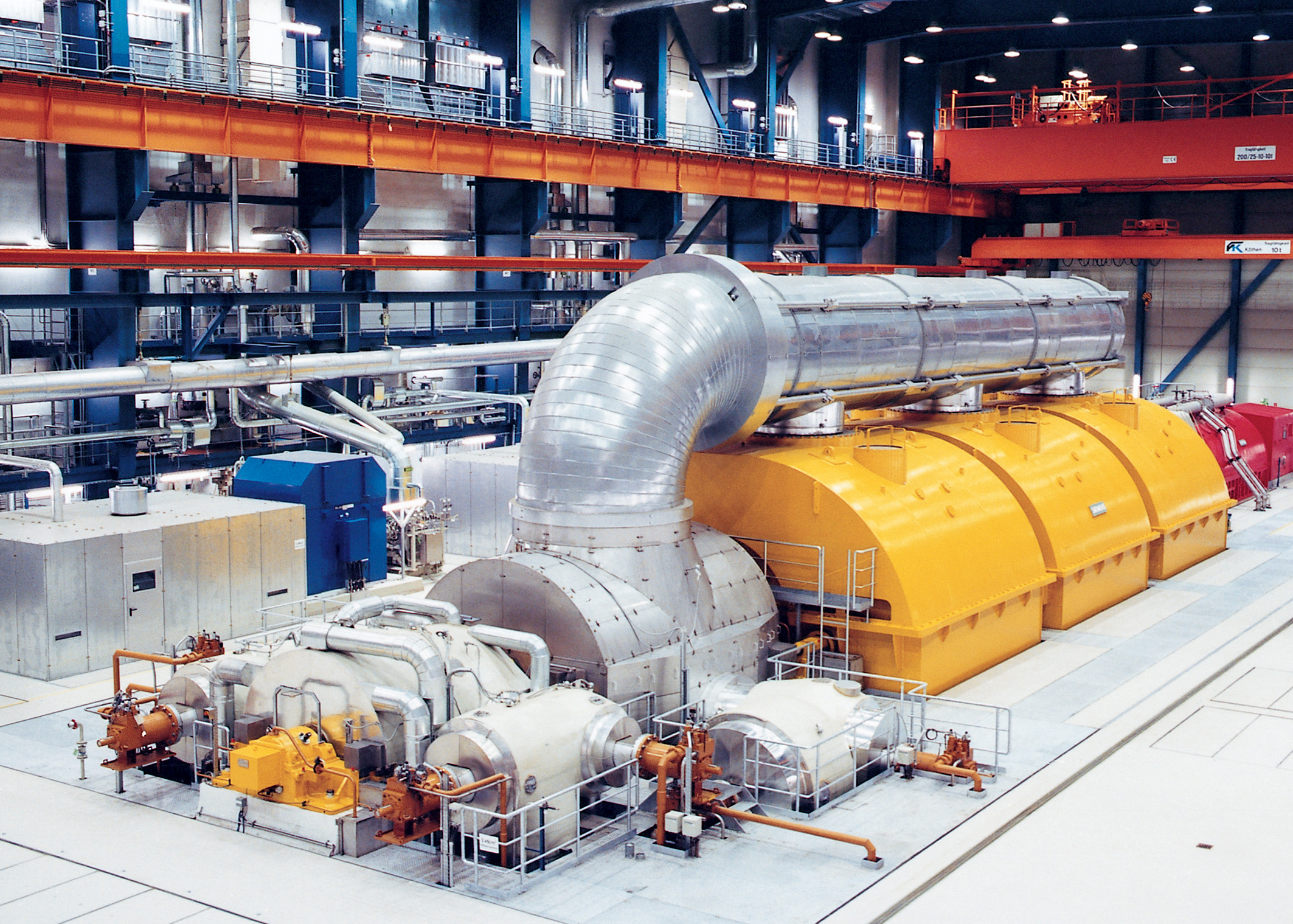
Una turbina a vapore per la generazione di energia elettrica.

L'energia elettrica, se si eccettua l'elettricità atmosferica dei fulmini e il potenziale debolmente negativo della Terra, non è una fonte di energia primaria sulla Terra per cui deve essere prodotta per trasformazione a partire da una fonte di energia primaria, risultando così una fonte di energia secondaria. Il processo di trasformazione, a rendimento sempre inferiore al 100%, avviene all'interno di centrali elettriche. In queste, escludendo il fotovoltaico, qualunque altra sia la fonte da cui si intende generare energia, tre sono le macchine indispensabili allo scopo che si vuole ottenere:
1. turbina
2. alternatore
3. trasformatore

Altro elemento del quale non si poteva fare a meno per produrre energia elettrica è l'acqua, in forma liquida (come nelle centrali idroelettriche) o di vapore (nelle centrali termoelettriche, geotermoelettriche, a fissione nucleare ed a solare termodinamico), ma sempre ad alta pressione, allo scopo di far girare le turbine ad un numero di giri tale da produrre in maniera il più possibile costante la corrente alternata per mezzo dell'alternatore.
L'utilizzo di acqua che, in quasi tutti i casi, deve essere riscaldata fino a divenire vapore presenta due ordini di problemi:
- reperibilità dell'acqua.
- inquinamento termico dell'acqua che, se non viene recuperata in impianti di teleriscaldamento (cogenerazione), viene dispersa in atmosfera sotto forma di vapore acqueo oppure reimmessa nei recipienti (laghi, fiumi, mare), da cui è di solito prelevata, a temperature superiori.

## Trasporto

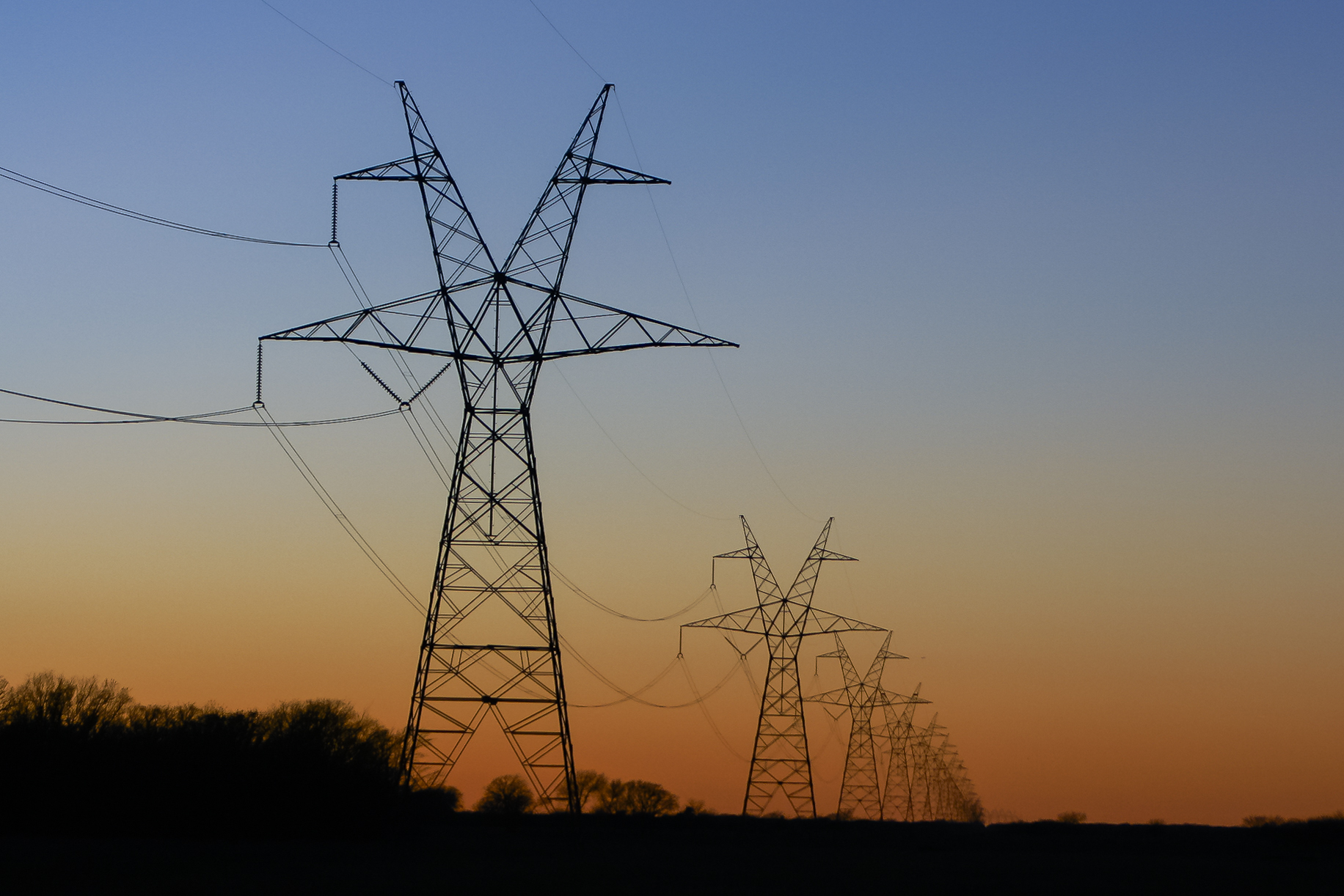
Linee di trasmissione dell'energia elettrica.

Una volta prodotta l'energia elettrica attraverso i vari sistemi di produzione, il suo trasporto su vasta scala e la sua distribuzione dalle centrali fino agli utenti finali avviene attraverso la rete di trasmissione e la rete di distribuzione.

## Utilizzo

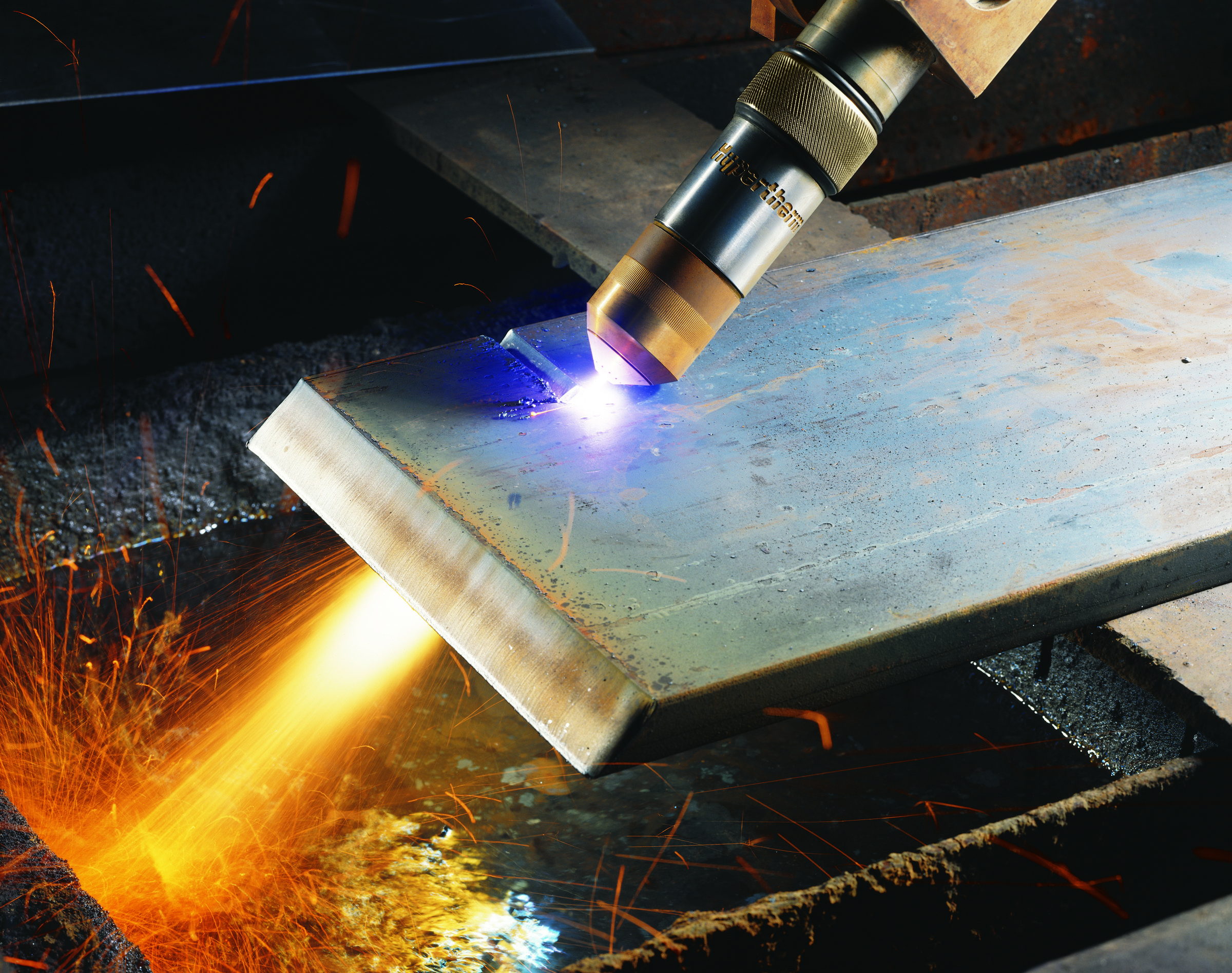
Energia elettrica direttamente impiegata per il taglio al plasma

L'utilizzo dell'energia elettrica è diffusissimo nella società moderna attraverso l'allaccio alla rete elettrica oppure tramite batterie o accumulatori: basta pensare all'uso nell'illuminazione di edifici (pubblici e privati) e strade, nell'alimentazione elettrica degli elettrodomestici e dei computer nonché nei processi produttivi-industriali ovvero nelle macchine elettriche quali i motori elettrici. 
Il consumo mondiale di energia elettrica è cresciuto costantemente nell'ultimo mezzo secolo, raggiungendo circa 25 500 terawattora nel 2022. Tra il 1980 e il 2022, il consumo di energia elettrica è più che triplicato, mentre la popolazione mondiale ha raggiunto quasi otto miliardi di persone. La crescita dell'industrializzazione e dell'accesso all'energia elettrica in tutto il mondo ha ulteriormente incrementato la domanda di energia elettrica.
La sua scoperta ha rappresentato una rivoluzione tecnologica, economica e sociale innescando una forte e irreversibile dipendenza/pervasività grazie ai suoi vantaggi rispetto all'energia meccanica prodotta dai motori endotermici. Tra questi si ricorda il fatto di poter essere facilmente trasportata a distanza, il basso rumore di esercizio delle apparecchiature elettriche, l'assenza di fumi di scarico nei luoghi di utilizzo e il minor ingombro di una macchina elettrica rispetto ad altre.
Tra gli svantaggi si annovera invece proprio il fatto di non essere una fonte primaria e quindi la necessità di una infrastruttura di conversione che inevitabilmente introduce una perdita di efficienza nel processo di conversione a monte e nel trasporto lungo le linee.

## Commercio
Il commercio dell'energia elettrica avviene a livello centralizzato o sul mercato elettrico.